# Collision ferroviaire de Charenton
La collision ferroviaire de Charenton a eu lieu le lundi 5 septembre 1881, à 9 h 47, sur le réseau du PLM, dans la gare de cette commune du département de la Seine, aujourd'hui limitrophe de Paris. Elle a révélé de nombreuses lacunes dans la sécurité du fonctionnement des chemins de fer et suscité l'émotion par son lourd bilan de 22 morts et 81 blessés.

## L'accident

### Les circonstances
Le lundi 5 septembre au matin, sur la section à double voie allant de Villeneuve-Saint-Georges à la gare de Lyon, doivent normalement passer successivement, selon l'indicateur Chaix :
- l'omnibus no 584 venant de Montargis par Malhesherbes et Corbeil, arrivant à 9 h 07 à Villeneuve et à 9 h 30 à Paris ;
- l'omnibus no 18 venant de Fontainebleau par Melun, partant de Villeneuve à 9 h 14 et arrivant à 9 h 43 à Paris ;
- le rapide no 10 en provenance de Marseille, arrivant à 9 h 53 à Paris.

Cependant, ce jour-là comme tous les lundis matin de la saison estivale, les horaires des trains de la banlieue sud-est remontant vers Paris sont fortement perturbés par l'afflux des Parisiens regagnant la capitale après un dimanche de détente. Aussi, pour réduire à la fois la surcharge et le retard des omnibus no 18 venant de Fontainebleau et no 584 venant de Montargis, le responsable de l'exploitation a-t-il décidé d'intervertir leur service après leur arrêt à Villeneuve-Saint-Georges, où ils se rejoignent. Le train no 18, qui part habituellement après le no 584 afin d'assurer sa correspondance pour Maisons-Alfort et Charenton, passera avant lui et sera sans arrêt jusqu'à la gare de Lyon. Le 584 le suivra et desservira les deux gares, alors qu'il est normalement direct de Villeneuve-Saint-Georges à Paris.
Après s'être arrêté à Maisons-Alfort, le train 584, qui accuse un retard de vingt-cinq minutes, stationne à Charenton quand, vers 9 h 45, se fait entendre au loin le bruit annonciateur de l'arrivée imminente du rapide no 10 en provenance de Marseille, qui circule à l'heure.

### Le tamponnement
Pressentant au vu de sa vitesse que le train qui approche ne s'arrêtera pas au signal d'entrée de la gare et qu'un tamponnement est inéluctable, le chef de gare demande alors au mécanicien de l'omnibus 584 de repartir en urgence, tandis que des dizaines de passagers, alertés par les hurlements des personnes présentes sur le quai, fuient précipitamment les wagons.
Pendant ce temps, le mécanicien du rapide, qui après avoir trouvé ouverts le sémaphore du block-system et le disque d'entrée de la gare roule à ce moment à environ 70km/h, a aperçu, au sortir d'une courbe, la queue du train qui le précède, et renverse immédiatement la vapeur en sifflant aux freins. Ces manœuvres réduisent sensiblement sa vitesse, mais ne l'empêchent pas de rattraper le convoi qui vient juste de redémarrer. La locomotive en percute le dernier wagon, une voiture de troisième classe, escalade son châssis et sa caisse en bois en les aplatissant littéralement, disloque l'avant-dernier, une voiture de deuxième classe, et après les avoir poussés sur une cinquantaine de mètres, s'arrête, ses vingt cinq tonnes reposant en équilibre instable sur l'amas de leurs débris, roues arrière au sol et avant pointé vers le ciel.

### Le flou des récits
Les journalistes arrivent sur place quelques heures après l'accident, alors que pour rétablir au plus vite la circulation sur une voie, l'évacuation du matériel intact et des débris les plus accessibles a déjà eu lieu, et que seuls sont encore visibles les deux véhicules de queue, restés coincés sous la locomotive tamponneuse. Ils auront donc seulement des informations éparses et de seconde main sur le sort du reste du convoi, qu'ils n'évoqueront que vaguement. Ainsi, si un certain nombre de journaux indiquent qu'une rupture d'attelage s'est produite, selon certaines versions elle aurait été causée par la violence du tamponnement, et selon d'autres par la brutalité du démarrage de la machine du 584 tentant d'arracher son train pour éviter la collision. Le même flou domine quant à l'endroit ou a eu lieu la coupure. Le Petit Parisien croit pouvoir la situer entre les deux wagons de queue et le reste du train, et se hasarde même à en conclure qu'ensuite l'omnibus 584 « put continuer sa route sur Paris où il arriva cinq minutes après ». Toutefois, la plupart des journaux donnent à entendre que la collision a affecté d'autres voitures que celles de queue, ou bien en indiquant sans autre précision que « plusieurs wagons se trouvèrent isolés », ou bien en affirmant que la rupture des chaînes s'est produite immédiatement après la locomotive.

Implantation de la gare au moment de l'accident.

Malgré l'approximation des récits, il est certain que si l'impact de la collision a pour l'essentiel été amorti par les deux dernières voitures, celles qui les précédaient ont elles aussi subi les effets du choc, qui les a projetées en avant. L'étendue des dégâts qui leur ont été causés reste cependant incertaine, puisqu'elle varie selon les versions rapportées par les journalistes. Ainsi, le Journal de Rouen annonce qu'au total trois voitures ont été « mises en miettes », alors que pour La Justice, quatre ont été « littéralement broyées ».

### Secours et bilan
Le chef de gare alerte les autorités par télégraphe, pendant que les cheminots et voyageurs présents sur les quais ainsi que les passagers du rapide, vite rejoints par les habitants du secteur accourus au bruit de la collision, s'efforcent de prêter assistance aux victimes. Des renforts parviennent rapidement du 117e de ligne, en garnison au fort de Charenton, des brigades de gendarmerie de Saint-Maurice, Saint-Mandé et Charenton, ainsi que des gardiens de la paix du XIIe arrondissement de Paris, pour sécuriser les lieux, assurer les premiers secours, et entreprendre le déblaiement. Le commissaire de police de Charenton, et M. Regnoul, chef de la gare de Paris-Lyon se rendent immédiatement sur place, et sont suivis, à midi et demi, par le préfet de police Ernest Camescasse et le directeur de la police municipale, Jean-Marie Caubet.
Le choc a pulvérisé les caisses en bois des deux dernières voitures, bondées, réduisant celle de queue à un amas de débris sur lequel reste juchée la locomotive tamponneuse. On en dégage seize voyageurs tués sur le coup et trois blessés mortellement atteints qui décèdent presque immédiatement. Les corps sont provisoirement placés sous des bâches dans la halle à marchandises, avant qu'un train spécial les emmène dans la soirée à Paris. Ils sont ensuite transférés à la Morgue où ils doivent être soustraits à la curiosité morbide des badauds.
Pour les blessés, dont une quarantaine sont gravement mutilés, on improvise des lits avec les coussins des voitures de première classe, et des pansements avec les chemises des ouvriers de la compagnie. Des médecins accourus des alentours leur dispensent les premiers soins, puis ils sont répartis dans divers hospices et asiles (Charenton, Saint-Maurice, Bicêtre, Vincennes), ou emmenés à Paris dans un train de secours et transférés à l'Hôpital Saint-Antoine.
Les passagers des autres voitures de l'omnibus subissent des dommages moindres, mais certains sont blessés et la plupart souffrent de contusions. C'est le cas notamment du photographe Nadar et de sa femme, montés dans la voiture de tête, ainsi que de Mme Regnoul, femme du chef de la gare de Paris-Lyon.
Dans le rapide, les voyageurs, parmi lesquels se trouvent notamment le frère du roi de Siam et sa suite, ont été secoués, mais sont indemnes.
Après le décès de trois blessés dans les jours qui suivent, le bilan de l'accident peut être établi à 22 morts et 81 blessés, dont 63 avaient été officiellement recensés au 17 septembre, les autres s'étant déclarés par la suite lors de l'enquête.

## Les suites

### Émotion et solidarité
Dans les deux wagons écrasés voyageait notamment un groupe de cinquante neuf personnes de la Ferté-Alais, accompagnant, maire en tête, les membres de la Société orphéonique à un concours international de chant choral à Brighton, qui comptera neuf tués et de nombreux blessés graves. L'émotion suscitée par ce coup du sort se traduira par un important élan de générosité en sa faveur, et plusieurs sociétés musicales parisiennes organiseront des concerts à son bénéfice, tandis qu'à Brighton, le maire ouvrira une souscription au profit des victimes et de leurs proches, complétée par une quête dans les rues.

### Diatribes et controverses
L'accident offre aux organes de presse une nouvelle occasion de s'exprimer sur le système ferroviaire de l'époque en fonction de leurs orientations politiques respectives. Ainsi, à gauche, les éditorialistes s'accordent pour dénoncer en termes généraux la logique capitaliste sacrifiant la sécurité des voyageurs aux dividendes des actionnaires. Dans l'Intransigeant, après qu'Henri Rochefort eut fustigé les grandes compagnies qui se déchargent de leurs responsabilités sur leurs personnels écrasés de travail et sous-payés, un autre éditorialiste, Maurice Talmeyr, affirme que malgré les nombreux procédés garantissant la sécurité, « prodiguer le sang des autres pour économiser son argent, et préférer éviter des dépenses plutôt que d’éviter des catastrophes, c’est là le plan bien prémédité des compagnies ».
Pour La Lanterne, si une enquête a été ouverte, c'est seulement pour calmer l'opinion, mais elle « n'aboutira à aucun résultat pratique », ce qui permettra aux sociétés de chemin de fer d'éviter « des dépenses fort utiles, pour la réfection et la transformation du matériel, mais opposées aux gros bénéfices ».
Puisque c'est le réseau du PLM qui est en cause, les diatribes se déchaînent plus particulièrement contre cette compagnie, dont l'accident n'a pas empêché la progression en Bourse, et que nombre de journaux ont rebaptisée « Compagnie Pour la Mort ». Camille Pelletan, dans La Justice, la considère comme « le type le plus absolu des grandes Compagnies, celle contre laquelle s'élèvent de tous côtés les plaintes légitimes du public, celle qui fournit le plus d'exemples de ces tristes accidents, celle qui fait peser sur ses employés le régime le plus oppressif », et demande sa nationalisation.
Le Petit Parisien lui aussi stigmatise « cette abominable compagnie qu'il faut mettre à l'index et dénoncer comme un danger public », en énumérant le détail des dix fautes qui peuvent lui être reprochées. Malgré ses liens avec les milieux économiques, Le Panthéon de l'industrie s'associe à ces anathèmes en se livrant à la même charge sévère contre elle, qu'il accuse de préférer indemniser les victimes d'accidents plutôt que réaliser des investissements de sécurité plus coûteux, concluant : « Où serons-nous écrasés la prochaine fois ? C'est la question que se posent anxieusement les malheureux voyageurs condamnés à confier leurs vies à la Compagnie de Lyon ».
Il n'est pas jusqu'à la presse technique qui ne se joigne aux attaques. Ainsi, la revue Le Génie civil affirme que l’enchaînement des fautes à Charenton est « impardonnable, incompréhensible et engage gravement la responsabilité de la compagnie P-L-M ».
En revanche, la presse conservatrice, même si elle convient que « la catastrophe de Charenton est un immense malheur » et espère que désormais « la vie des voyageurs inspirera aux pouvoirs publics et aux compagnies des chemins de fer des mesures de précaution très sérieuses », fait preuve de moins de virulence. En effet, si, souvent, elle énumère bien les lacunes révélées par l'accident et les moyens d'y remédier, c'est en s'abstenant de condamner la compagnie, voire en l'absolvant. Ainsi, Paris, quotidien nouvellement créé, expose les moyens d'éviter le renouvellement de telles catastrophes et attribue la cause de l'accident moins aux « braves agents de la compagnie Paris-Lyon » qu' aux « traînards » et « grincheux » qui retardent les trains de banlieue en cherchant à se caser sans se hâter de monter.
La Presse, après avoir, dans une « Chronique parisienne » désinvolte et inepte, imputé les accidents de chemin de fer « à une force supérieure, à une influence aveugle : le hasard », finit par concéder que « la Compagnie de Paris-Lyon-Méditerranée a de graves responsabilités, qu'elle ne saurait décliner », mais l'assure de son soutien contre les dénigrements et réitère sa foi dans la sécurité ferroviaire.
Répondant aux propositions de nationalisations des chemins de fer, Le Rappel dénonce « la propagation de fâcheuses erreurs économiques » et estime que, l'État se révélant incapable d'une surveillance correcte des entreprises privées, il le serait encore plus s'il devait assurer lui-même le service.

### Recherche des responsabilités

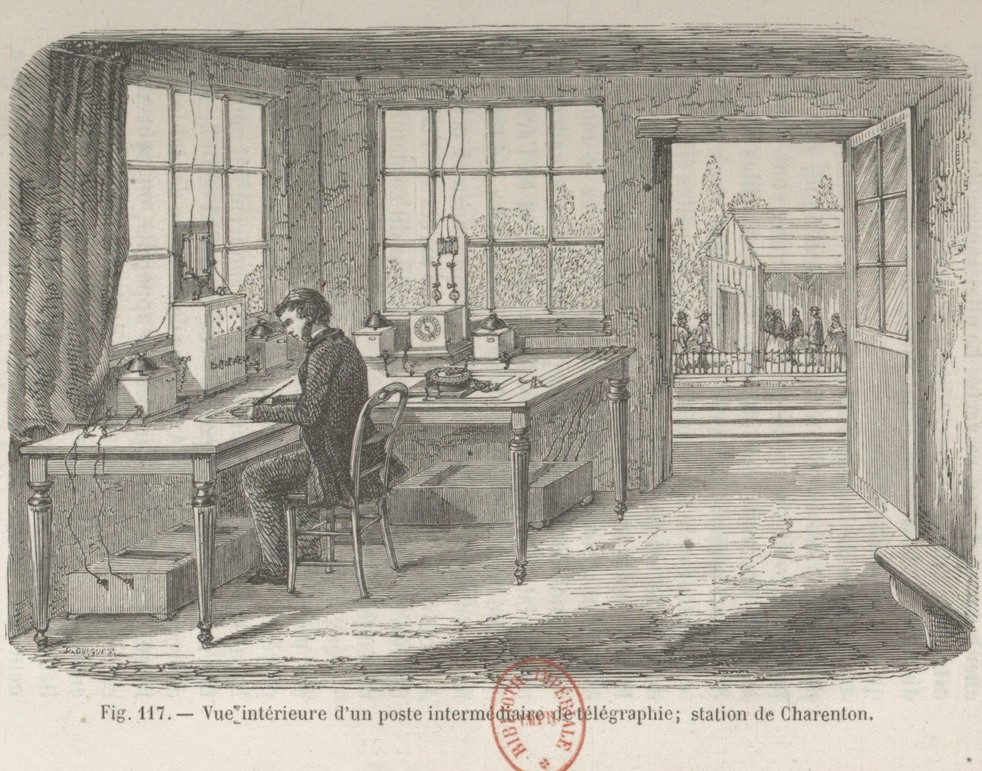
Poste de télégraphe de la gare de Charenton avant 1869.

Afin de rechercher les causes de l'accident et d'en déterminer les responsabilités, deux enquêtes parallèles sont menées, l'une administrative, par les ingénieurs du service de contrôle de l'État, l'autre judiciaire, par le juge d'instruction Heurteloup et le commissaire Clément.

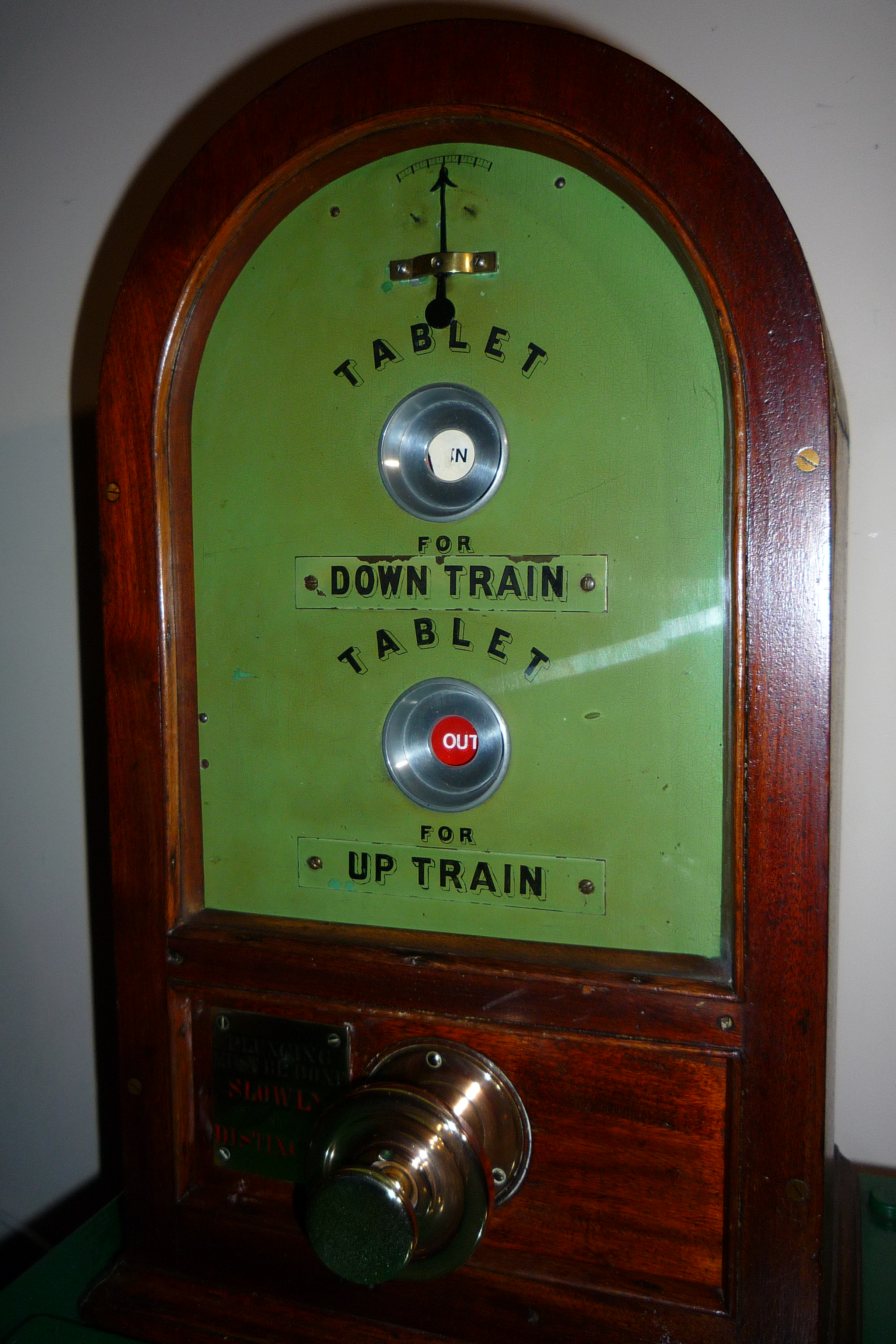
Appareil Tyer.

En principe, les mécanismes de sécurité existants auraient dû, s'ils avaient bien fonctionné, empêcher le tamponnement. En effet, sur la ligne de Paris à Lyon, avait été récemment mis en place un mode d'espacement des trains venu d'Angleterre : le système Tyer's Electric Train Tablet. Ce dispositif nouveau constituait une des nombreuses modalités de block-système expérimentées à l'époque, et reposait, comme les autres, sur un principe de fonctionnement relativement simple. La ligne était divisée en sections de longueur variable, appelées cantons, dans lesquelles un train ne pouvait entrer qu'après que le précédent en soit sorti. À chaque canton était affecté un poste, où des agents étaient chargés à la fois de manœuvrer des signaux optiques, sémaphores précédés de disques avancés, indiquant aux mécaniciens l'ouverture ou la fermeture de la voie, et d'avertir de chaque circulation les postes amont et aval. Le perfectionnement apporté par le système Tyer améliorait la communication entre les postes, qui, alors qu'elle avait jusque là lieu par simple échange de dépêches télégraphiques, était désormais assurée automatiquement au moyen de boîtiers électriques, dits «appareils Tyer », combinés avec des «avertisseurs Jousselin», transmettant et affichant diverses indications, et établissant des enclenchements évitant les erreurs.
La rigidité de l'espacement des circulations par la distance était cependant tempérée, dans les règlements de la compagnie, par des assouplissements prenant en compte des intervalles de temps. Ainsi, afin d'éviter qu'un train à marche lente ne bloque la progression d'un autre plus rapide, le premier devait être garé s'il ne disposait pas du temps nécessaire pour atteindre le point de garage suivant quinze minutes au moins avant le passage du second (art. 216). De même, dix minutes après l'entrée d'un train dans un canton, le suivant pouvait être autorisé à y pénétrer, à marche prudente et moyennant remise d'un bulletin écrit (art. 58) par le poste.
Ce block-système souple combinant principes et exceptions s'avérait en réalité particulièrement difficile à mettre en œuvre aux approches de la capitale compte tenu de la densité des circulations et de la faible longueur des cantons, correspondant généralement, comme c'était le cas entre Maisons-Alfort et Charenton, à la distance séparant deux gares. Aussi, afin d'assurer la fluidité du trafic, la section de Villeneuve-Saint-Georges à Paris était-elle soumise à un régime dérogatoire supprimant l'obligation de garage des trains lents ou en retard et réduisant de moitié les délais d'espacement. Ainsi, s'ils suivaient de moins de cinq minutes le train qui les précédait, les rapides devaient être arrêtés par la gare l'ayant expédié, et ne pouvaient repartir qu'après que leurs mécaniciens aient été dûment avertis par écrit de son heure de départ, avec ordre de marche prudente pour maintenir cet intervalle de temps.
Le jour de l'accident, compte tenu de la succession rapprochée des deux omnibus 18 et 384 et du rapide 10, les agents chargés du block-système devaient enchaîner rapidement la manipulation des signaux optiques et des appareils Tyer-Jousselin. À Charenton, dès le passage sans arrêt du 18, l'agent du poste devait d'une part en avertir ses collègues, notamment celui de Maisons-Alfort, afin qu'il donne voie libre au 484 qu'il retenait, et d'autre part, une fois celui-ci arrivé, le couvrir en fermant le disque avancé de la gare. À Maisons-Alfort, après le départ du 484, le poste devait empêcher le rapide 10 d'entrer dans le canton moins de cinq minutes après, en l'arrêtant, puis en lui remettant un bulletin de marche à distance.
Or, comme l'enquête le révélera par la suite, dans les deux gares, ce jour là, le service de l'exploitation était perturbé.
- À Charenton, le personnel n'était pas au complet. En effet, douze des dix huit employés avaient passé la nuit à la fête patronale, et le matin huit étaient arrivés en retard ou n'avaient pas pris leur service, si bien qu'au poste de block, le préposé titulaire avait été remplacé par un jeune intérimaire inexpérimenté[52]. Ce n'est que plus de dix minutes après le passage de l'omnibus 18 que celui-ci songea à en informer son collègue de Maisons-Alfort, retardant ainsi d'autant le départ du 484. Et surtout, s'il actionna bien le levier du disque fermant l'accès à la gare, il négligea de s'assurer que sa manœuvre avait abouti.
- À Maisons-Alfort, des soucis familiaux empêchaient le chef de gare d'accorder toute l'attention nécessaire à la bonne exécution du service. Ainsi, oubliant les retards et les changements opérés ce jour là dans le service des trains, lorsque le rapide n° 10 se présenta à Charenton moins de cinq minutes après le départ de l'omnibus 484, il ne songea pas à fermer les signaux pour corriger l'erreur du stationnaire du poste qui aurait dû le retenir. Il s'avéra par la suite que celui-ci, pour tenter de se disculper, avait rectifié l'heure de passage initialement inscrite sur son registre, falsification qui lui fut reprochée lors du procès[53].

Si dès son début l'enquête révéla une incurie généralisée affectant gravement la régularité et la sécurité du trafic, l'essentiel des investigations porta sur le fonctionnement du disque de Charenton, placé sous scellés. Lors des essais effectués sous le contrôle du juge d'instruction et du commissaire de police, il apparut que par suite de la dilatation du câble le reliant à son levier de commande, l'action sur celui-ci ne suffisait pas à le fermer, et qu'il ne pouvait être mis en mouvement qu'au prix de tractions répétées sur la chaîne de transmission. Le stationnaire remplaçant affirmait qu'il avait « fait son devoir » en se bornant à actionner le levier, tout en reconnaissant que le non déclenchement de la sonnerie normalement couplée à la fermeture du signal aurait dû l'alerter.
Finalement, après que l'enquête eut abouti à incriminer quatre personnes : le chef de gare et le stationnaire de Maisons-Alfort, le stationnaire de Charenton et l'homme de peine chargé de l'entretien du disque défectueux, suscitant les critiques virulentes de la presse de gauche, le parquet décida de ne poursuivre que les trois premières, qui furent inculpées d'homicide et blessures par imprudence et traduites devant le tribunal correctionnel de la Seine. Leur procès, au cours duquel furent entendus vingt deux témoins, eut lieu les 9 et 10 mars 1882. Après que les avocats de la défense eurent fait valoir les difficiles conditions de travail des trois prévenus devant prendre en charge jusqu'à cent quarante circulations par jour, le tribunal, bien que leur reconnaissant des circonstances atténuantes, condamna Marius Gras, chef de gare de Maisons-Alfort, Émile Genevès, stationnaire de Maisons-Alfort, et Louis Mussier, stationnaire de Charenton, « pour homicides et blessures par négligence, inattention et inobservation des règlements », respectivement à huit mois, six mois et un an de prison et chacun à trois cents francs d'amende. Le PLM était déclaré civilement responsable.
Ce jugement suscita l'indignation du journal L'Intransigeant, vitupérant contre la condamnation d'employés subalternes alors que seule la densité du trafic voulue par la compagnie était la cause de l'accident car « c'est un crime de s'enrichir en faisant passer cent soixante dix trains par jour entre Villeneuve-Saint-Georges et Paris ».

### Mesures correctrices

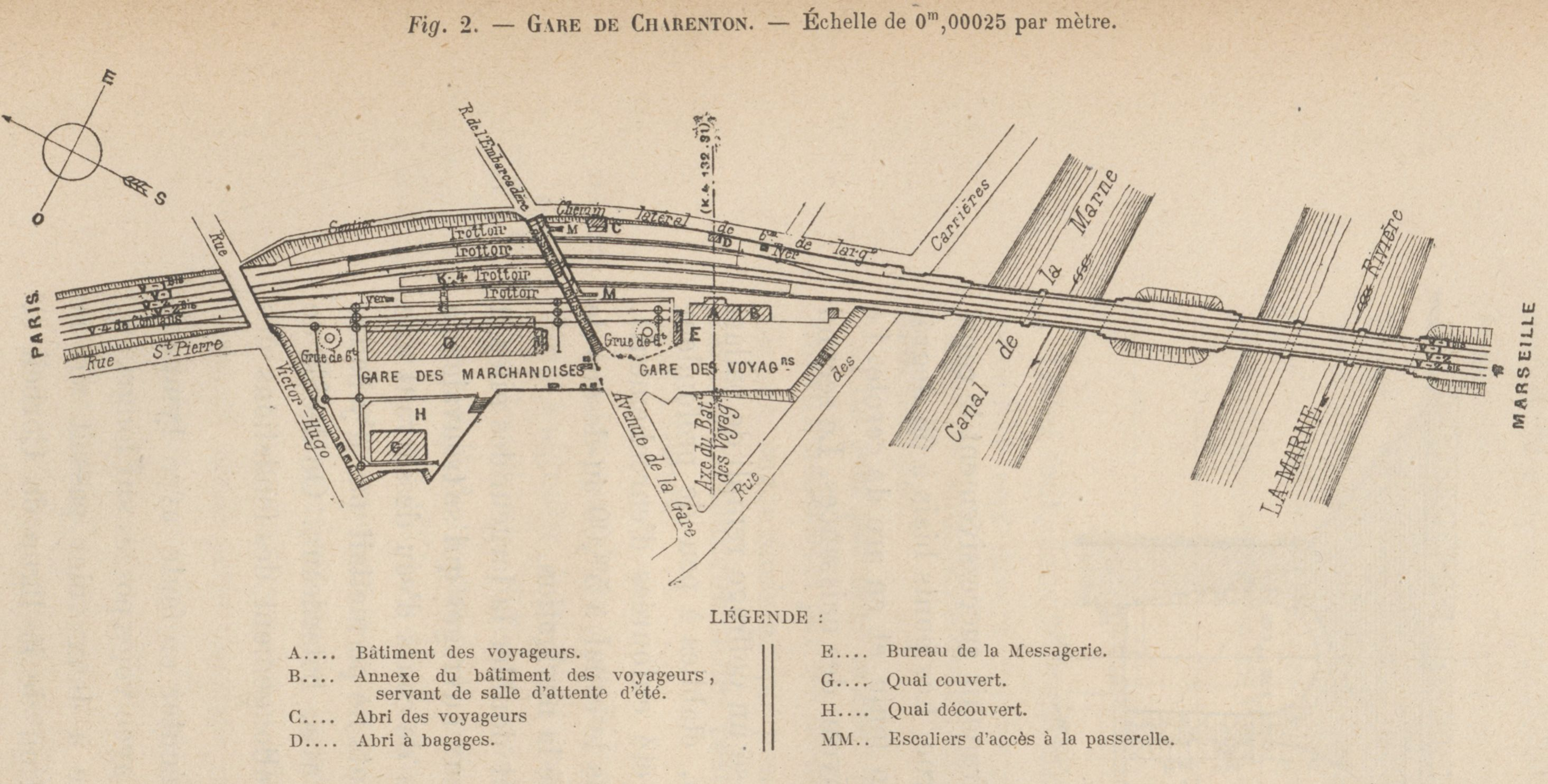
Plan de la gare de Charenton en 1887

Comme la plupart des accidents ferroviaires, celui de Charenton avait mis en évidence un certain nombre de failles dans la sécurité. Aussi, la presse, se faisant souvent l'écho des courriers adressés par ses lecteurs, entreprit-elle de recenser les plus criantes et les mesures propres à y remédier, même si un spécialiste ironisait sur ceux qui, « usurpant une compétence qui ne leur appartenait en aucune façon, se sont mêlés de choses techniques et se sont évertués à démontrer au public que telle méthode d'exploitation, tel appareil, tel mécanisme, devaient être hic et nunc, abandonnés pour être remplacés par tels autres absolument infaillibles ». Étaient plus spécialement mis en cause les lacunes de la signalisation, le freinage défectueux des trains rapides, la vulnérabilité des voitures de voyageurs placées en queue de train, l'insuffisance de la double voie aux abords de Paris, et les déficiences du personnel.
Certains des thèmes évoqués l'avaient déjà été un an auparavant, d'une part à la Chambre des députés, et d'autre part dans le rapport d'une « commission d'enquête sur les moyens de prévenir les accidents de chemins de fer », à l'origine d'une circulaire du 13 septembre 1880 du ministre des Travaux publics. Le gouvernement s'efforça donc d'adopter des mesures complémentaires dans deux nouvelles circulaires ministérielles, l'une du 2 novembre 1881, sur les « mesures prises ou à prendre dans l'intérêt de la sécurité de l'exploitation », destinée aux inspecteurs du contrôle, l'autre du 12 janvier 1882, sur les « moyens propres à prévenir les accidents sur les voies ferrées » adressée directement aux compagnies. La Chambre, quant à elle, relança le débat sur le statut des cheminots.
- Les lacunes de la signalisation. Malgré le block-système censé la rendre impossible, la collision avait eu lieu faute de dispositifs efficaces permettant de déceler et de pallier le mauvais fonctionnement de la signalisation optique. Les directives ministérielles recommandèrent donc, entre autres, l'« avertissement de l'arrivée des trains aux gares au moyen de sonneries électriques mises en mouvement de la station voisine » (circulaire du 2 novembre 1881) et l'établissement d'une « solidarité immédiate et complète des signaux électriques et des signaux à vue » grâce à des « appareils perfectionnés, joignant à la solidité de la construction une grande simplicité de manœuvre » (circulaire du 12 janvier 1882).

- Le freinage défectueux des trains rapides. Si le rapide avait été freiné à l'aide du frein dit continu directement actionné par le mécanicien, et non, comme c'était le cas, par des garde-freins espacés réagissant à ses coups de sifflet, il aurait pu s'arrêter à temps pour éviter la collision. Or, dès 1879, le ministre avait attiré l'attention des compagnies sur l'opportunité d'assurer la sécurité des trains de voyageurs en leur appliquant le frein continu[67]. Une circulaire du 13 septembre 1880 leur avait donné deux ans pour effectuer le changement au moins sur tous les rapides et express roulant à plus de 60 km/h, mais l'accident avait prouvé que le PLM, comme la plupart des autres compagnies, était loin d'avoir équipé tout son matériel. La circulaire du 2 novembre 1881 indiqua aux inspecteurs du contrôle que le délai prescrit devait être strictement respecté, mais devant les retards constatés, une nouvelle circulaire du 7 décembre 1882[68] dut accorder une année supplémentaire aux compagnies.

- La vulnérabilité des voitures de voyageurs placées en queue de train. L'accident, dans lequel les deux dernières voitures bondées de voyageurs avaient subi directement les effets du choc, aurait pu être l'occasion d'étendre à la queue des trains la règle posée dans l'article 20 de l'ordonnance du 15 novembre 1846[69] imposant, après la catastrophe de Meudon, l'interposition de wagons sans voyageurs entre les engins de traction et la première voiture. Ce ne fut cependant pas le cas. La circulaire du 2 novembre 1881 prévoira bien l'« addition d'un fourgon à la queue des trains qui en sont actuellement dépourvus », mais avec valeur de simple recommandation. Plan de la gare de Charenton en 1887
- L'insuffisance de la double voie aux abords de Paris. Dès l'extrémité du faisceau de garage de Conflans, situé immédiatement à la sortie de la gare de Lyon, le nombre des voies se réduisait à deux, mais si la densité et la diversité du trafic les avaient notoirement rendues insuffisantes, leur doublement projeté jusqu'à Villeneuve-Saint-Georges était retardé par les problèmes de modification des ouvrages existants, faute de terrains disponibles. L'accident hâta la réalisation des travaux. Ainsi, l'opération d'expropriation fut-elle lancée en octobre 1882[70], et les travaux de quadruplement étaient achevés cinq ans plus tard[71].

- Les déficiences du personnel. La question du statut des personnels des compagnies de chemin de fer se posait de manière récurrente de longue date puisqu'elle avait déjà été évoquée en 1871 à la Chambre et revenait périodiquement à son ordre du jour[72]. Deux nouvelles propositions sur ce sujet avaient d'ailleurs été discutées et repoussées quelques mois avant l'accident. Alors que l'unanimité se faisait sur la nécessité de disposer d'agents dits « commissionnés »[73] de qualité pour garantir la continuité et la sécurité du service, le débat, complexe, opposait les partisans de l'autonomie totale des compagnies dans la gestion de leurs personnels à ceux favorables à un contrôle étroit de l'État, pouvant même justifier leur soumission à un droit et à des tribunaux spécifiques[74]. L'accident de Charenton relança la question, puisqu'il avait été causé par des erreurs humaines, et témoignait d'une évidente négligence du PLM dans le recrutement et le contrôle des personnels assurant des fonctions de sécurité. Dans sa circulaire du 2 novembre 1881, le ministre des travaux publics, Sadi Carnot se borna à recommander aux responsables du contrôle de rappeler aux compagnies « l'importance capitale des questions de personnel », puisque « aucun procédé mécanique (...) ne peut suppléer complètement à l'incessante attention d'un personnel bien recruté, conscient de ses devoirs et de sa responsabilité et certain de trouver la récompense de ses bons services dans des améliorations successives de son sort présent et à venir ». À la Chambre, les auteurs des initiatives précédemment rejetées, considérant que la cause principale de l'accident résidait dans la qualification insuffisante du personnel du PLM[75], reprirent leurs propositions pour un meilleur contrôle des rapports entre les compagnies et leur personnel commissionné[76]. La question s'avérera cependant si délicate que les discussions se poursuivront durant près de dix ans, pour finalement n'aboutir qu'à un texte minimaliste, la loi du 27 décembre 1890 « sur le contrat de louage et les rapports des agents des chemins de fer avec leurs compagnies »[77].